# Eumetriochroa hiranoi
Eumetriochroa hiranoi är en fjärilsart som beskrevs av Tosio Kumata 1998. Eumetriochroa hiranoi ingår i släktet Eumetriochroa och familjen styltmalar. Inga underarter finns listade i Catalogue of Life.